# Lyakin
Lyakin är en ort i Azerbajdzjan.   Den ligger i distriktet Cəlilabad Rayonu, i den södra delen av landet, 190 km sydväst om huvudstaden Baku. Lyakin ligger 460 meter över havet och antalet invånare är 1 536.
Terrängen runt Lyakin är kuperad. Närmaste större samhälle är Dzhalilabad, 17,5 km nordost om Lyakin.
Trakten runt Lyakin består till största delen av jordbruksmark. Runt Lyakin är det ganska tätbefolkat, med 93 invånare per kvadratkilometer.